# 李福绵
李福绵（1932年—2015年6月30日），男，山东蓬莱人，中国高分子化学家，曾任北京大学化学系教授、博士生导师。